# Farsetia longisiliqua
Farsetia longisiliqua là một loài thực vật có hoa trong họ Cải. Loài này được Decne. mô tả khoa học đầu tiên năm 1835.